# GAZon
GAZon este un camion produs de GAZ din 1989 până în prezent (2021). În prezent, aproximativ 100.000 de unități au fost vândute în întreaga lume. Camionul aparține categoriei de camioane GAZ, în timp ce GAZ a lansat și GAZelle, care este un vehicul utilitar ușor. Ford controlează acum GAZ și a încheiat o înțelegere cu Magirus-Deutz pentru ca GAS să își folosească modelele de camioane pentru camioanele lor. La începutul anilor 2010, GAZ a lansat noul GAZon Next, care este produs de-a lungul vechiului camion.

## Istoric
În 1989, GAZ a decis că au nevoie de un camion nou pentru a înlocui vechiul GAZ-53, așa că au lansat un camion nou numit GAZon. În 1993 au întrerupt GAZ-53 în favoarea GAZon, dar au păstrat producția GAZ-53 în Bulgaria până în 2019. În 1989, 515 de unități GAZon au fost vândute în Europa de Est și la acea vreme se vindea rapid și nu era foarte popular. În 1993 au fost vândute aproximativ 10.000 de unități și Ford a început să importe camionul în Mexic.
În 1995, GAZ a început să creeze versiuni de autobuze combinate ale camionului, care erau foarte populare, în special în Bulgaria, deși GAZ-53 era încă vândut acolo. În 1998, aproximativ 199.000 de unități ale GAZ-53 au fost vândute în Bulgaria de către Madara, iar GAZ i-a cerut Madarei să nu mai producă camionul pentru ca noul lor camion să fie produs acolo și să aibă mai mult succes. În 2003 s-au vândut în jur de 9.000 de unități și a fost oferit un motor nou, care era mai rapid. Versiunile mexicane ale camionului aveau și un motor V8. 
În 2011, camionul a început să fie exportat în Cuba, iar GAS a vândut în jur de 30.000 de unități în acel an și popularitatea sa a crescut. În 2014, GAZ a început să proiecteze un nou camion cu ajutorul Ford, iar noul camion numit GAZon Next a fost lansat luna următoare, însă GAZ a decis să nu întrerupă GAZon-ul original.